# Tórtora maragda capbruna
La tórtora maragda capbruna (Chalcophaps longirostris) és una espècie d'ocell de la família dels colúmbids (Columbidae) que habita les zones boscoses de l'est d'Indonèsia i regió australasiana, a les illes Petites de la Sonda més orientals, Nova Guinea, illes Aru, arxipèlags D'Entrecasteaux i Louisiade, illes Trobriand, Vanuatu, Nova Caledònia, illa Norfolk i nord i est d'Austràlia. C.longirostris és considerada sovint una subespècie de Chalcophaps indica.